# Zeus Mendoza
Zeus Mendoza est un acteur américano-mexicain né le  27 octobre 1994 au Chihuahua au Mexique.

## Filmographie

### Cinéma
- 1994 : A Little Crazy : Felipe
- 1996 : Land of Milk and Honey : Javier
- 1999 : Tueur en cavale : Enzo
- 2001 : Asylum Days : Salazar
- 2008 : Le Chihuahua de Beverly Hills
- 2010 : The Fallen Faithful : Santos
- 2011 : Lone : Député Scott
- 2011 : Le Chat potté : Rancher
- 2013 : Our Boys : Moya
- 2016 : Passengers : Hector
- 2022 : Heroes of the Golden Masks : Zuma

### Télévision
- 1998 : Charmed : Jack Manford (1 épisode)
- 1999 : Les Dessous de Palm Beach : Brad (1 épisode)
- 1999 : Pensacola : Eric Perez (1 épisode)
- 1999 : 2267, ultime croisade : Trace Miller (2 épisodes)
- 1999 : Pacific Blue (1 épisode)
- 2000 : Alerte à Malibu : Jared Wilson (1 épisode)
- 2000 : Xena, la guerrière : Lucifer (1 épisode)
- 2000 : Titans : Mark (1 épisode)
- 2000-2001 : Port Charles : Dr Joe Scanlon (107 épisodes)
- 2001 : La Vie avant tout : père Perez (1 épisode)
- 2003 : Hunter : Tony Santiago (5 épisodes)
- 2006 : Les Experts : Miami : Alonzo Ruiz (1 épisode)
- 2008-2009 : Des jours et des vies : le tueur (24 épisodes)
- 2009 : Crash : David (1 épisode)
- 2014 : Les Experts : Roger Mathers (1 épisode)
- 2014 : Perception : Jake Forster (1 épisode)
- 2017 : Major Crimes : l’agent spécial Victor Vega (4 épisodes)
- 2019 : 9-1-1 : l'agent Shawn Boyd (1 épisode)
- 2019 : The Rookie : Le Flic de Los Angeles : Ritchie Brown (1 épisode)
- 2020 : Bienvenue chez les Casagrandes : un homme (1 épisode)
- 2020 : Onyx Equinox : Quetzacoatl (6 épisodes)

### Jeu vidéo
- 2005 : Resident Evil 4 : les villageois et zélotes
- 2006 : Tom Clancy's Ghost Recon Advanced Warfighter
- 2006 : Tom Clancy's Splinter Cell: Double Agent
- 2008 : Saints Row 2 : l'homme espagnol personnage principal
- 2010 : Red Dead Redemption : Cristo Bustamante
- 2010 : Fallout: New Vegas : Sergent Daniel Contreras, Ezekiel et Chavez
- 2011 : Call of Juarez: The Cartel : Eddie Guerra
- 2011 : Final Fantasy XIII-2 : voix additionnelles
- 2013 : Grand Theft Auto V : population locale
- 2013 : Call of Duty: Ghosts : voix additionnelles
- 2018 : Red Dead Redemption II : population locale
- 2018 : Fallout 76 : Axel, Samuel et Sol
- 2020 : Call of Duty: Black Ops Cold War
- 2022 : As Dusk Falls : un étranger